# Insula Ortac

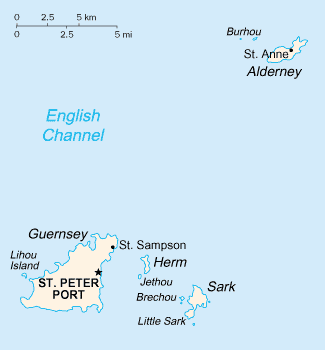
Harta Bailiwick-ului Guernsey. Ortac este la vest de Alderney.

Ortac este o insulă mică, nelocuită, situată la 5 km vest de insula Alderney în apropierea insulei Burhou. Insula face parte din bailiwick-ul Guernsey din Insulele Canalului. Pe insulă se află numeroase colonii de păsări. 